# ليمونسيلو
ليمونتشيلو Limoncello (النطق الإيطالي: ‎[limonˈtʃɛlːo]‏) هو ليكور ليمون إيطالي ينتج غالباً في جنوب إيطاليا خاصة في المناطق حول خليج نابولي وجزيرة كابري وإسكيا.